# Anteris flebilis
Anteris flebilis är en stekelart som först beskrevs av Nixon 1933.  Anteris flebilis ingår i släktet Anteris och familjen Scelionidae. Inga underarter finns listade i Catalogue of Life.